# Satyrichthys serrulatus
Satyrichthys serrulatus és una espècie de peix pertanyent a la família dels peristèdids.

## Descripció
- Fa 27 cm de llargària màxima.[5][6]

## Hàbitat
És un peix marí i demersal que viu fins als 339 m de fondària.

## Distribució geogràfica
Es troba al sud del Japó i el mar d'Andaman.

## Observacions
És inofensiu per als humans.